# براد هاريسون
براد هاريسون (بالإنجليزية: Brad Harrison) هو مستثمر رأسمالي ‏ أمريكي، ولد في 11 مارس 1972 في برياركليف مانور في الولايات المتحدة.